# 傘後組織
傘後組織（英語：Post-umbrella Groups），又稱為傘後團體，是一個香港政治術語，源於雨傘運動後紛紛成立的各個獨立團體。他們的共通點是要將雨傘運動的抗爭精神延續下來。
這些組織不少強調「重返社區，深耕細作」、繼續爭取民主，宣揚真普選理念。當中有些很明顯為參選2015年香港區議會選舉而成立，或在自己熟悉的社區默默耕耘， 或「空降」在自己不熟識的選區也不介意，甚至事前被未考慮出選，只因不甘心建制派自動當選而臨時空降出戰的「雷霆傘兵」。 有些組織原先不為參選，所以到了參選之時再另外成立新團體。 這些團體數目非常多，他們人數少但向心力強；數目多但互不統屬，目標、理念不一。

## 簡介
傘兵，又稱為傘後人士，是受香港2014年的大型佔領運動雨傘運動啟發，在雨傘運動期間或之後參政的人士，目的在於延續雨傘運動的精神，大部份認為香港議會失效已成事實，有別於傳統政客，將主要抗爭戰線轉至街頭。
當中有較為溫和，仍然嘗試走議會路線的青年新政，有以落區為主要行動的香港民主宣傳小組，以及以青壯父母輩為骨幹的傘下爸媽，亦有以地區工作為根本的埔向晴天（大埔）、沙田社區網絡（沙田）、美孚家政（深水埗）、西環飛躍動力（中西區）、灣仔好日誌（灣仔區）等。
以專業為主導，希望在自己行業中推廣民主理念的，不同專業團體紛紛成立，如法政匯思、放射良心、保險起動、量心思政、藝界起動、護士政改關注組、精算思政、思政築覺、良心理政、前線科技人員等。
此外亦有較為激進的本土民主前線、鍵盤戰線等等。
各傘後組織之間有協調行動或各種會議，但彼此之間就著立場和手段的不一，亦存在著一定的矛盾。勉強劃分的話，傘後團體或許粗疏地歸納為兩大類型：金鐘系（接近泛民主派），與本土系（接近本土派）。（社區系是指不明確為金鐘系，還是為本土系）
- 金鐘系：他們很多是金鐘佔領區孕育出來的，或是和平佔中義工組發起的，金鐘佔領區義工，或深受雨傘運動感召而醒覺的「金鐘人」專業中產等等。[10][11][12] 他們的思維深受和平佔中、學聯、學民思潮影響，認同和平非暴力抗爭，比較接近接近傳統社運人，較願意跟傳統社運與政黨合作。[13] 在中國民主運動、六四的立場跟傳統泛民主派差異無幾，這與本土派明顯不同。[14] 但他們當中多了很多自由經濟右翼人士，跟傳統民間人權陣線、社民連等左翼經濟思維的傳統社運人頗為不同。他們比較得傳統傳媒看重，廣獲宣傳。

- 本土派：他們高舉本土旗幟，強調「港人優先」、「中港區隔」，[15][16]認為立足本土議題才是更重要：自由行旅客氾濫、水貨客與藥房擾民、雙非孕婦、雙非學童、奪回單程證審批權等等。他們多是不滿雨傘運動的失敗，批評傳統社運的不足，[17] 不滿現行香港政黨不敢走在本土運動的前端，尤其強調中港區隔，排拒中國民族主義，高調指出各種中港矛盾才是當務之急必須解決的議題。[18] 年青人比較多。或傾向抗爭可以武力升級。比較依賴網上媒體，高登討論區尤其是他們最注重的平台。[19]另外，他們跟政黨保持距離，跟本土派政黨如熱血公民沒走得那麼近。在2015年香港區議會選舉，他們絕大部份都能跟所有民主派政黨協調達成民主派一對一挑戰建制派，最後只有6人與民主派政黨相撞。[20]

## 參與2015年區選的傘後團體

### 金鐘系
- 香港民主宣傳小組
- 傘下爸媽
- 太古社區工程
- 基督徒社關團契
- 西環飛躍動力
- 2047香港監察
- 埔向晴天
- 灣仔廣義
- 我們是未來計劃[21]
- 香港廚師聯盟
- 鳩嗚團[22]

### 本土系
- 青年新政
- 東九龍社區關注組
- 沙田新幹線
- 沙田社區網絡
- 屯門社區關注組
- 葵青連結動力
- 長沙灣社區發展力量
- 天水圍民生關注平台
- 北區動源
- 荃灣民生動力
- 筲箕灣民生關注組[23]
- 柴灣社區關注組
- 牛頭角民生關注會
- 荃灣社區網絡
- 慈雲山建設力量
- 屯門社區網絡
- 青發生活關注組
- 東涌人[24]
- 將軍澳本土網絡

## 無參與2015年區選的傘後團體

### 金鐘系
- 文化監暴
- 撐傘落區
- 拾·念
- 港民領域
- 添美新村
- 美孚家．政[25]
- 青民策動
- 思言行
- 法政匯思
- 杏林覺醒
- 社區公民約章
- 公義聯盟
- 香港公民[26]
- 黃傘街頭基督徒基層團體
- 鴨脷洲變形記
- 灣仔日與夜
- 下環有樂
- 城西關注組
- 西環變幻時
- 「營」聚西環
- 凝．造 西營盤
- 我們的石塘咀
- Woofer Ten．活化廳
- 起動南區
- 南區之友，島隅之情
- 東區居民同樂社
- 西灣河筲箕灣工作隊

### 本土系
- 本土民主前線
- 八十後浪
- 《紙筲箕》社區迷你雜誌
- 土瓜灣社區達人計劃
- 活在觀塘
- 新界東民生流動廣場
- 勇武前綫
- 紅磡人 紅磡事
- 南區人，南區事
- 屯門人 屯門事
- 太古人太古事
- 筲箕灣人‧事‧物
- 灣仔人 灣仔事
- 元朗區議會作戰小組
- 旺角人旺角事
- 常識 Common Sense → 香港民族黨（已被政府取締）
- 學生前線（已解散）
- 學生動源

## 收買傘兵、假傘兵
- 2015年8月21日，青年新政向廉政公署舉報，一位自稱網台主持 Anthony Cheng 鄭永健的男子日前主動接觸他們，稱有財團可資助他們出選今屆區議會，挑戰馮檢基、尹兆堅等主要是泛民任議員的選區，每參選一區可獲資助15萬港元。[27] 一個月後，鄭永健被廉署落案起訴。[28]
- 由於傘後團體、傘兵太多，一般市民難以認識。區議會選舉報名就出現了近10名「假傘兵」－－他們打着黃絲帶旗幟，沒有政綱，部份人均用同一個手提電話號碼；他們只在泛民與建制選情咬緊的港島選區出擊，被批評為魚目混珠，泛民質疑假傘兵旨在分薄泛民票源。[29][30][31]

## 當選傘兵
參選的傘兵總數至少50人，但並非所有「傘兵」均以組織名義參選，故外界對「傘兵」實際當選人數均有不同說法；最終有9人當選。

### 金鐘系
- 劉勇威，埔向晴天，大埔舊墟及太湖（P16）
- 楊雪盈，灣仔大坑（B07）
- 徐子見，傘下爸媽，東區漁灣（C34）
- 王振星，太古社區工程，東區太古東（C02）
- 杜嘉倫，基督徒社關團契，元朗錦繡花園（M31）

### 本土系
- 黃子健，東九龍社區關注組，觀塘樂華北（J36）[33]
- 黃學禮，沙田社區網絡，沙田松田（R20）
- 黎梓恩，獨立，沙田王屋（R06）
- 鄺葆賢，青年新政（已退出），九龍城黃埔西（G19）